# Championnat du circuit des joueurs de snooker
Le championnat du circuit des joueurs (Players Tour Championship en anglais) est une ancienne série de tournois de snooker professionnel comptant pour le classement mondial. Les épreuves régulières avaient le statut de classées mineures et la finale de classée.

## Historique
Mis en place lors de la saison 2010-2011 par la WPBSA, le championnat se composait initialement de 12 épreuves : 6 avaient lieu à l'académie mondiale de snooker à Sheffield en Angleterre et les 6 autres dans le reste de l'Europe. Chaque épreuve était ouverte à 128 participants professionnels et amateurs dans le tableau final, sans compter les participants aux qualifications. Le vainqueur d'une de ces épreuves remportait une dotation de 10 000 £. Un classement était effectué à l'issue de ces 12 épreuves et les 24 meilleurs joueurs s'affrontaient lors d'une épreuve finale disputée en fin de saison au meilleur des sept manches,. Cette première édition a été remportée par Shaun Murphy.
Au cours de la saison 2012-2013, le nombre d'épreuves passe à 13 mais est réparti différemment : seulement 4 sont organisées à Sheffield, toujours 6 autres en Europe mais désormais 3 en Asie. Le vainqueur de la finale fut Ding Junhui aux dépens de l'Australien Neil Robertson.
Lors de la saison 2013-2014, 8 épreuves sont organisées en Europe (mais aucune à Sheffield) et 4 en Asie ; l'année suivante, seulement 6 en Europe et 3 en Asie et enfin, au cours de la dernière saison (2015-2016), uniquement 6 en Europe et la finale à Manchester. Ce championnat a été remplacé en 2017 par le championnat des joueurs de snooker.

## Palmarès
| Saison    | Lieu de la finale | Vainqueur     | Finaliste      | Score |
| --------- | ----------------- | ------------- | -------------- | ----- |
| 2010-2011 | Dublin            | Shaun Murphy  | Martin Gould   | 4–0   |
| 2011-2012 | Galway            | Stephen Lee   | Neil Robertson | 4–0   |
| 2012-2013 | Galway            | Ding Junhui   | Neil Robertson | 4–3   |
| 2013-2014 | Preston           | Barry Hawkins | Gerard Greene  | 4–0   |
| 2014-2015 | Bangkok           | Joe Perry     | Mark Williams  | 4–3   |
| 2015-2016 | Manchester        | Mark Allen    | Ricky Walden   | 10–6  |